# بيت الدربجة (بني العوام)

تعديل مصدري - تعديل

بيت الدربجة هي إحدى قرى عزلة بني القدمي بمديرية بني العوام التابعة لمحافظة حجة، بلغ تعداد سكانها 239 نسمة حسب تعداد اليمن لعام 2004.